# Vleeskleurige zalmplaat
De vleeskleurige zalmplaat (Clitopilus geminus) is een schimmel behorend tot de familie Entolomataceae. Het produceert vruchtlichamen die vlezig, middelgroot en crèmekleurig zijn als ze jong zijn, en bruin verkleuren als ze volwassen zijn.

## Kenmerken

### Uiterlijke kenmerken
Hoed
De vruchtlichamen zijn middelgroot en vlezig. De hoed is aanvankelijk sterk convex en ontwikkelt later een platte, vaak wat ingezakt en vaak onregelmatig golvende vorm. Het matte, droge, gladde oppervlak van de hoed, die bij jonge exemplaren licht fluweelachtig viltig is, heeft bleke, okerkleurige oranje of bruine tinten met roodachtige aspecten. De hoedrand is gebogen. De hoedhuid kan niet worden verwijderd. 
Lamellen
De overvolle lamellen zijn breed aan de steel aangehecht en laten gemakkelijk los van het vruchtvlees eronder. Ze zijn aanvankelijk lichtbeige tot crèmekleurig en worden vleesbruin naarmate de sporen rijpen. De lamelranden zijn iets gekarteld. 
Steel
De witachtige, vezelige steel is vlezig als hij jong is, loopt vaak taps toe naar beneden en is 3 à 8 cm lang en 1 à 2 cm dik. Witte strengen mycelium zijn vaak te vinden aan de steelvoet. 
Geur en smaak
Het vruchtvlees (trama) is witachtig tot gebroken wit, dik in het midden van de hoed, heeft een aangename meelachtige of kruidige geur en smaakt enigszins bitter.

### Microscopische kenmerken
De sporen zijn vleeskleurig tot zalmroze. Ze meten 5–7,5 × 3–5,5 micrometer en lijken elliptisch tot hoekig van vorm, afhankelijk van de kijkhoek.

## Habitat en verspreiding
De vleeskleurige zalmplaat leeft als een saprobiont in naald- of, zeldzamer, loofbossen, in weiden en parken of langs bermen op voedselrijke en/of kalkrijke, zandige, lemige of kleiïge bodem.
Van de 20 soorten van het geslacht die in Europa voorkomen, is de vleeskleurige zalmplaat het meest algemeen en bekend. De vruchtlichamen verschijnen alleen of in rijen of ringen van juli tot oktober. 
In Nederland komt de vleeskleurige zalmplaat algemeen voor. Hij staat niet op de rode lijst en is niet bedreigd.

## Taxonomie
De officiële eerste beschrijving komt uit het werk Traité des champignons van Jean-Jacques Paulet, gepubliceerd in 1793, die het beschreef als Hypophyllum geminum.
Er zijn verschillende ondersoorten en variëteiten beschreven op basis van verschillen in levensstijl, steelkleur, geur en smaak, maar door de bestaande overgangsvormen en onduidelijke afbakening wordt daar weinig taxonomische waarde aan toegekend: de ondersoort mauretanicus (Maire), de ondersoort subvermicularis (Maire) en de variëteit leucopus (Kuehner & Romagnesi).

## Foto's

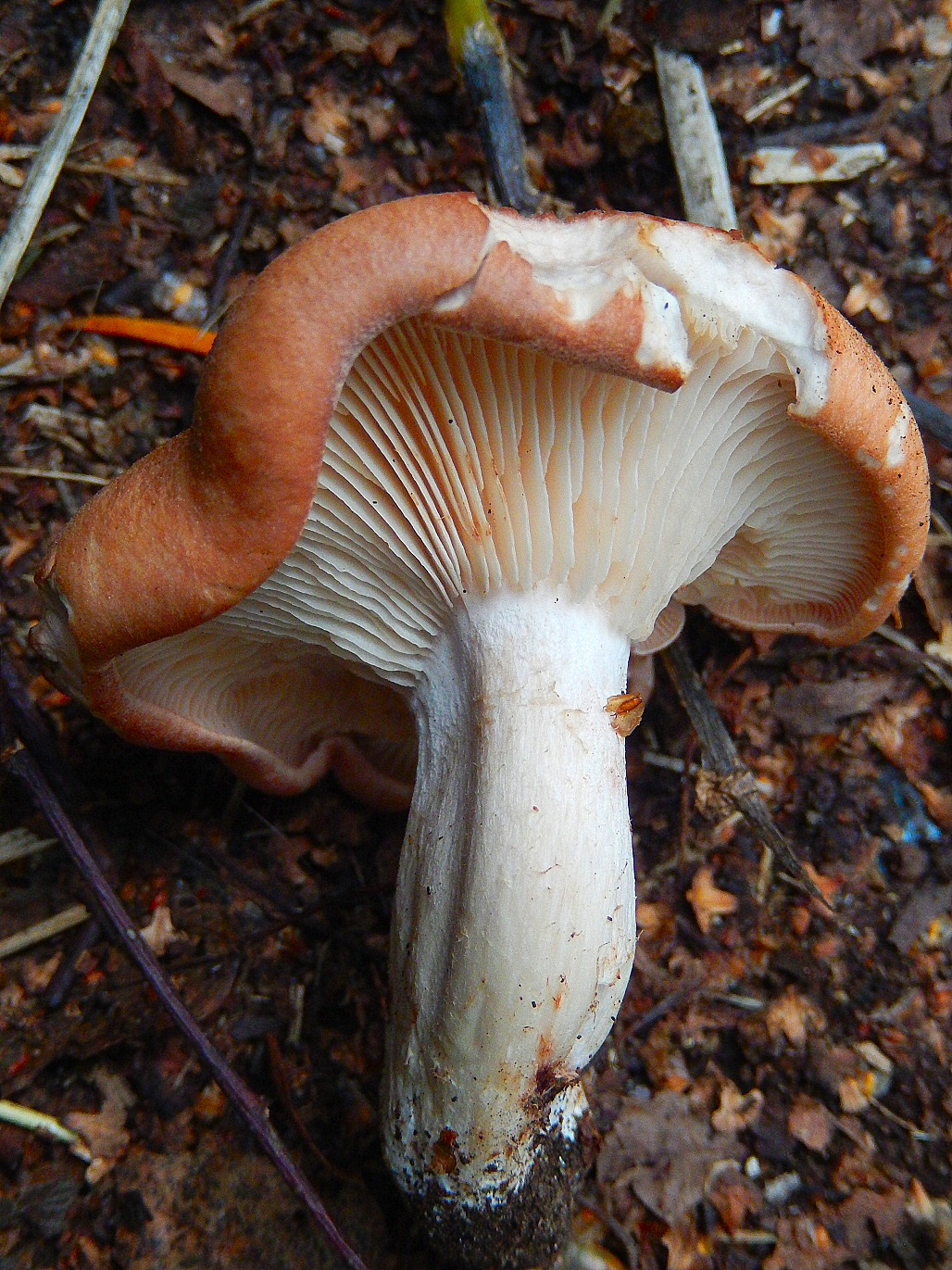
Lamellen
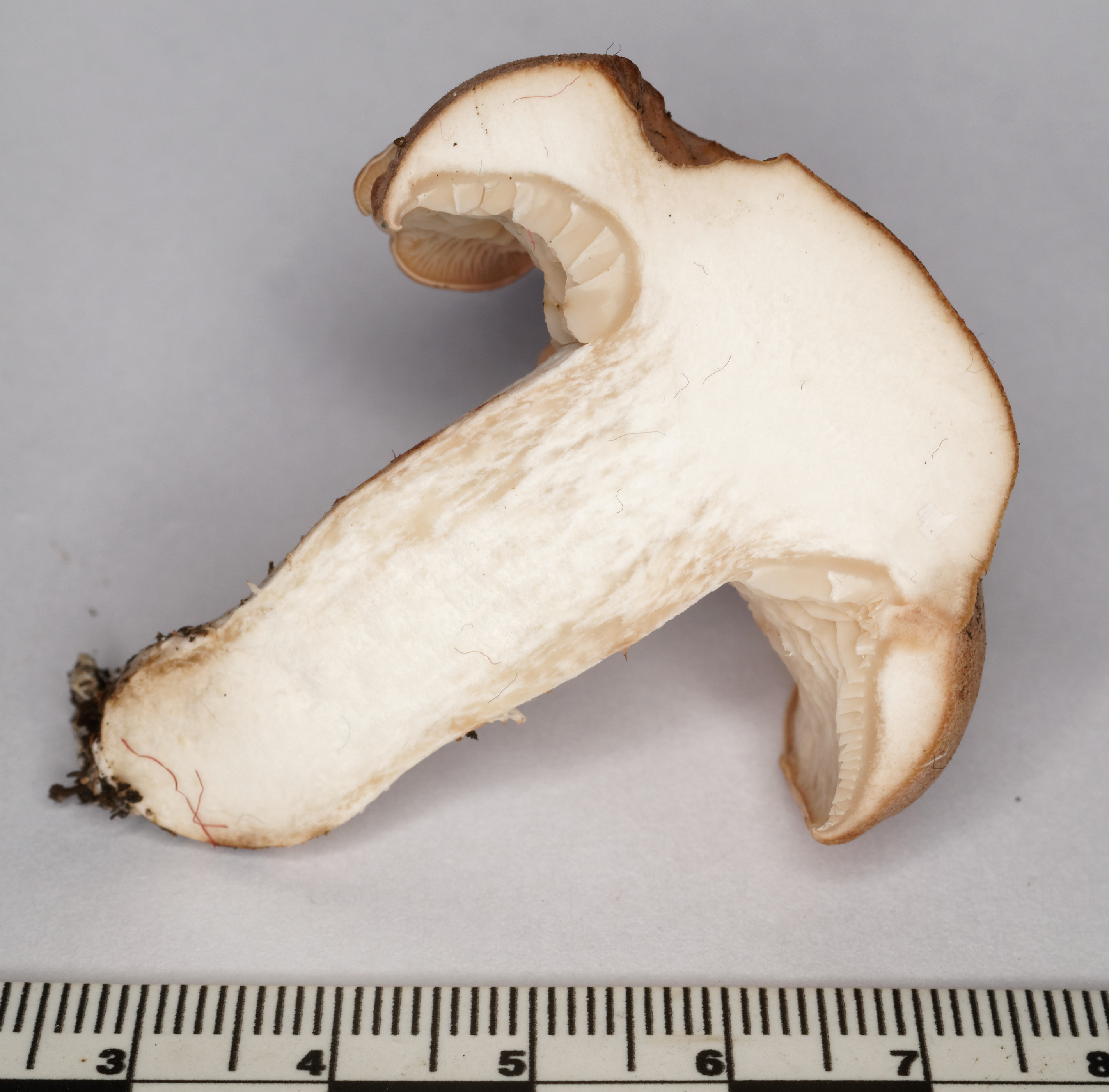
Doorsnede
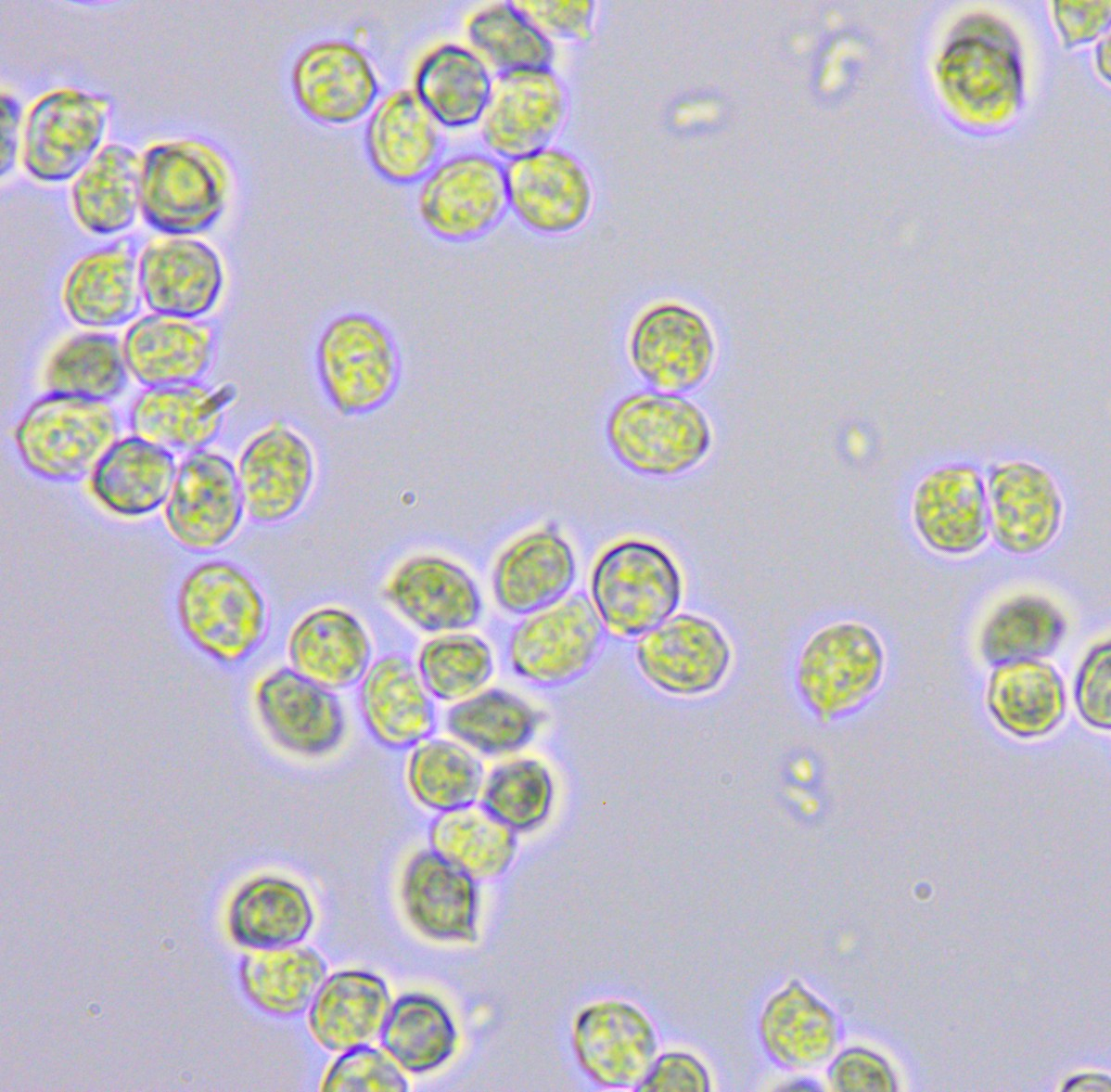
Sporen